# Wikipedia în portugheză
Wikipedia în portugheză (în portugheză Wikipédia em português) este versiunea în limba portugheză a Wikipediei, și se află în prezent pe locul 14 în topul Wikipediilor, după numărul de articole.  În prezent are peste 830 000 de articole (august 2014).